# Lophoura caparti
Lophoura caparti is een eenoogkreeftjessoort uit de familie van de Sphyriidae. De wetenschappelijke naam van de soort is voor het eerst geldig gepubliceerd in 1962 door Nunes-Ruivo.